# Georgie Dann
Georges Mayer Dahan (París, 14 de enero de 1940 - Majadahonda, España, 3 de noviembre de 2021), reconocido artísticamente como Georgie Dann, fue un compositor y cantante francés naturalizado español.

## Trayectoria artística
Nacido en el seno de una familia de músicos y artistas, tuvo formación musical en su infancia. Estudió nueve años en el Conservatorio de París, y se convirtió en un experto clarinetista, tocaba también el saxo y el acordeón y era diplomado en magisterio. Inició su trayectoria artística en Francia, donde formó parte de grupos de pop. Llegó en 1965 a España para representar a su país en el VI Festival de la Canción Mediterránea, con la canción "Tout ce que tu sais". Se estableció en España y se especializó en la denominada canción del verano, de la que fue uno de sus principales representantes, icono popular de la canción ligera.
Su primer gran éxito fue "El casatschok", en 1969 y cosechó un gran éxito en las décadas de 1970 y 1980 con canciones de estribillos pegadizos y bailables y letras a veces picantes, como "El Bimbó", "Macumba", "Carnaval, carnaval", "El africano", "El chiringuito", "La barbacoa", "El Koumbo", "La paloma blanca", "Cuando suena el acordeón", "Coctel tropical", "El dinosaurio", "Mi cafetal", "La cerveza", "El negro no puede" y otras. Los primeros videoclips musicales que se emitieron en RTVE correspondieron a temas de su autoría.
Su canción de 2007 'Mecagüentó' parece ser una autoparodia de la temática veraniega que tantos éxitos le dio, ya que cuenta la historia de un padre que se va de vacaciones y todo le sale mal.

## Vida privada
Durante la mayor parte de su vida residió en Madrid. En 1974 contrajo matrimonio con la española Emilia García Emy, una de sus bailarinas, con quien tuvo tres hijos, nacidos en Madrid. Dos de sus hijos, Patricia y Paúl, formaron el dúo Calle París.
Georgie Dann, que padeció durante sus últimos años un cáncer de pulmón, falleció el 3 de noviembre de 2021 en el quirófano del Hospital Puerta de Hierro de Majadahonda durante una operación de cadera. Fue enterrado en el Cementerio de Majadahonda.

## Discografía
A lo largo de su carrera artística grabó, entre otros, los siguientes discos:
- Madison (EP Francia, 1962)
- Je ne pense qu'a l'amour (EP Francia, 1963)
- VI Festival de la Canción Mediterránea (EP, 1964)
- Mister Surf (EP 1964)
- Capri, c'est fini - Bye bye et oublie-moi (single 1965)
- Aline (EP 1965)
- Juanita Banana (EP 1966)
- Por qué un pijama (1966)
- III Festival De La Canción De Mallorca (single, 1966)
- La contraprotesta (1967)
- Casatschok (1969)
- El dinosaurio (1972)
- El bimbó (1975)
- Campesino (1976)
- Mi cafetal (1977)
- Pachito eché (1978)
- A todo ritmo (1983)
- Arrasando (1984)
- El africano (1985)
- Macumba (1986)
- El negro no puede... (1987)
- El chiringuito (1988)
- Enróllate (1990)
- Se baila asi (1991)
- El veraneo (1993)
- Cachete, pechito y ombligo (1996)
- La duchita (1998)
- Vamos a la pista (2003)
- Dale, dale (2004)
- El rey del verano (2007)
- Los huevos (2010)
- La batidora (2012)
- La cerveza (2013)

## Canciones del verano de Georgie Dann
A continuación se enuncian las canciones del verano del artista:
- 1964 "Si yo canto" (Brenda Lee)
- 1965 "Se acabó"
- 1966 "Ay mama Mallorca"
- 1967 "El mundo es así"
- 1969 "Casatschok" (Rika Zaraï)
- 1970 "Santiago"
- 1972 "El Dinosaurio"
- 1974 "La rana"
- 1975 "El Bimbó" (Bimbo Jet)
- 1975 "Campesino"
- 1976 "Paloma blanca" (George Baker Selection)
- 1977 "Mi cafetal" (Tony Camargo y orquesta Rafael de Paz)
- 1977 "Eres como una paloma"
- 1980 "Moscú" (Dschinghis Khan)
- 1980 "El jardín de Alá"  (Dschinghis Khan)
- 1982 "Koumbó" (John Ozila)
- 1983 "Carnaval, Carnaval"
- 1985 "El africano" (Calixto Ochoa)
- 1986 "Macumba"
- 1987 "El negro no puede..."
- 1988 "El chiringuito "
- 1991 "La Raspa"
- 1994 "La Barbacoa"
- 2003 "Vamos a la Pista"
- 2004 "Dale-Dale"
- 2007 "Mecagüentó"
- 2010 "La gallina cha-cha-cha"
- 2011 "El veranito"
- 2012 "A viajar"
- 2013 "La Cerveza"
- 2017 "Viva el vino"
- 2018 "Buen Rollinski"